# Rivière aux Castors (rivière aux Sables)
Pour les articles homonymes, voir Castor.
La rivière aux Castors est un tributaire de la rivière aux Sables (réservoir Pipmuacan), du réservoir Pipmuacan et de la rivière Betsiamites), coulant sur la rive Nord-Ouest du fleuve Saint-Laurent, dans le territoire non organisé Mont-Valin, dans la municipalité régionale de comté (MRC) de Le Fjord-du-Saguenay, dans la région administrative de la Saguenay-Lac-Saint-Jean, dans la Province de Québec, au Canada.
La rivière aux Castors traverse la partie Est de la zec Onatchiway.
La vallée de la rivière aux Castors est desservie par la route forestière R0201 (sens Nord-Sud) laquelle remonte vers le Nord pour contourner le lac Rouvray par le Nord où elle bifurque vers le Sud-Ouest pour desservir la vallée de la rivière Shipshaw,,.
Les activités récréotouristique constituent la principale activité économique du secteur ; la foresterie, en second.
La surface de la rivière aux Castors habituellement gelée de la fin novembre au début avril, toutefois la circulation sécuritaire sur la glace se fait généralement de la mi-décembre à la fin mars.

## Géographie
Les principaux bassins versants voisins de la rivière aux Castors sont :
- Côté Nord : Rivière François-Paradis, lac Maria-Chapdelaine, lac Itomamo, rivière La Sorbie, rivière aux Chutes, rivière aux Sables, réservoir Pipmuacan ;
- Côté Est : Lac Mirepoix, lac Brazza, lac Laflamme, lac Poulin-De Courval, rivière Jos-Ross, rivière Poulin, rivière Portneuf, rivière Brûlée ;
- Côté Sud : Rivière Wapishish, lac Moncouche, rivière Poulin, rivière Sainte-Marguerite ;
- Côté Ouest : Rivière au Poivre, rivière Onatchiway, rivière de la Tête Blanche, lac Onatchiway, rivière Shipshaw[2].

La rivière aux Castors prend sa source à l’embouchure d’un lac Marcel (longueur : 3,7 km ; altitude : 647 m), en zone forestière. Ce lac de forme croche est situé presqu’à la limite Est de la zec Onatchiway et du côté Ouest du lac Jocelyn ainsi que du lac Laflamme.
À partir de l’embouchure du lac de tête, le cours de la rivière aux Castors coule sur 8,8 km vers le Nord, jusqu’à son embouchure où il se déverse sur la rive Sud du lac Éléphant dans le territoire non organisé de Mont-Valin.
Cette confluence de la rivière aux Castors située à :
- 6,7 km à l’Ouest du lac Mirepoix ;
- 1,0 km à l’Est de la route forestière R0201 laquelle dessert la partie Est de la zec Onatchiway ;
- 10,0 km au Sud de l’embouchure du ruisseau Éléphant ;
- 44,6 km au Sud de l’embouchure de la rivière aux Sables ;
- 40,9 km au Sud-Est du barrage à l’embouchure du lac Pamouscachiou ;
- 72,2 km au Sud-Ouest de la centrale Bersimis-1 située au Sud-Est du réservoir Pipmuacan ;
- 117,4 km à l’Ouest du centre-ville de Forestville ;
- 143,4 km au Sud-Ouest de l’embouchure de la rivière Betsiamites[2],[5].

À partir de l’embouchure de la rivière aux Castors, le courant coule sur 15,8 km vers le Nord-Est en suivant le cours du ruisseau Éléphant, puis sur 47,9 km vers le Nord en suivant le cours de la rivière aux Sables pour aller se déverser sur la rive Sud du réservoir Pipmuacan.

## Toponymie
Le toponyme rivière aux Castors a été officialisé le 6 mai 1983 à la Banque des noms de lieux de la Commission de toponymie du Québec.